# Polymer Char
Polymer Char ist ein spanisches Unternehmen mit Firmensitz in Valencia, das Geräte für die Polyolefin-Analyse herstellt.
Polymer Char arbeitet für Firmen in der petrochemischen Industrie, Forschungsinstitute und Universitäten auf der ganzen Welt. Das Unternehmen bietet in 35 Ländern Analytik-Dienstleistungen an. Seine Geräte werden in mehr als 20 Ländern in Nord- und Südamerika, Europa, Afrika, dem Nahen Osten und Asien eingesetzt.

## Produkte
Das Unternehmen unterhält eine breite Produktpalette für die Polymer-Analyse, insbesondere für die strukturelle Charakterisierung von Polyolefinen, z. B. Verteilung der chemischen Zusammensetzung (CCD), Molmassenverteilung/Gel-Permeations-Chromatographie (GPC/SEC), bivariate Verteilung, Xylol-lösliche Bestandteile, präparative Fraktionierung und Infrarotdetektion (IR).